# Edition digital
Edition digital (Eigenschreibweise EDITION digital) ist ein E-Book- und Buchverlag mit Sitz in Mecklenburg-Vorpommern. Hauptanliegen des Verlages ist es, Bücher von Schriftstellern der DDR als E-Book zu bewahren und damit deren Lebensleistung zu würdigen.

## Geschichte
Edition digital wurde 1994 von Gisela Pekrul und ihrem Sohn Sören als Verlag für elektronische Publikationen, damals noch CD-ROMs, in Schwerin gegründet. 2006 wurde der Verlag nach Godern verlegt, das 2012 nach Pinnow eingemeindet wurde.
Auf der Leipziger Buchmesse im Jahre 2011 wurden die ersten E-Books vorgestellt. Danach schrieb die Verlegerin rund 100 DDR-Autoren an, um ihre Bücher als E-Book herauszubringen. Namhafte Autoren, wie z. B. Erik Neutsch, reagierten positiv. Inzwischen wurden mit knapp 100 DDR-Autoren E-Book-Verträge über ihr Gesamtwerk, über Nachwendebücher oder nur einzelne Titel abgeschlossen und mehr als 1500 E-Books erstellt.
Von 2013 bis 2021 erschienen außerdem jährlich 10–20 gedruckte Bücher: Romane und Erzählungen, Krimis, Historische Romane, Sagen und Geschichten, Sachbücher (Mecklenburg-Vorpommern, NVA- und DDR-Geschichte) und Kalender, Kinderbücher, Kunstbücher, Humor und Satire, aber auch Neuerscheinungen von DDR-Autoren, wie Klaus Möckel, Siegfried Maaß, Manfred Kubowsky, Hans-Ulrich Lüdemann, Ingrid Möller, Lonny Neumann, Michael Baade, Erwin Johannes Bach und Gisela Heller.
Ein weiterer Schwerpunkt sind historische Zunftzeichen. Mit diesem Thema beschäftigt sich der Verlag schon seit der Gründung und hat inzwischen vier CD-ROMs/DVDs, 16 Poster und mehr als 1000 digitalisierte Einzelzeichen im Angebot.
Seit 2021 werden auch Hörbücher zu einigen im Verlag erschienenen Büchern herausgegeben.
Zum 1. November 2023 wurde der Verlagsteil Bücher, Kalender, CD-ROMs und Poster an den Geschichtlichen Büchertisch verkauft.

## Autoren
DDR-Autoren, deren Bücher in dem Verlag als E-Book erschienen sind:
Peter Arlt, Michael Baade, Erwin Johannes Bach, Walter Baumert, Dietmar Beetz, Hans Bentzien, Rudi Benzien, Uwe Berger, Reinhard Bernhof, Gabriele Berthel, Gerd Bieker, Brigitte Birnbaum, Matthias Biskupek, Jürgen Borchert, Gerhard Branstner, Rudi Czerwenka, Gerhard Dallmann, Hans-Peter David, Kurt David, Wolfgang David, Volker Ebersbach, Wolfgang Eckert, Jan Eik, Otto Emersleben, Jan Flieger, Albrecht Franke, Herbert Friedrich, Günter Görlich, Hasso Grabner, Sigrid Grabner, Christa Grasmeyer, Wolfgang Held, Gisela Heller, Gabriele Herzog, Helma Heymann, Rainer Hohberg, Hannes Hüttner, Dorothea Iser, Jürgen Jankofsky, Christa Johannsen, Uwe Kant, Walter Kaufmann, Jurij Koch, Christa Kożik, Alexander Kröger, Renate Krüger, Günther Krupkat, Heinz Kruschel, Karsten Kruschel, Manfred Kubowsky, Barbara Kühl, Jürgen Leskien, Waldtraut Lewin, Wolfgang Licht, Joachim Lindner, Rainer Lindow, Peter Löw, Hans-Ulrich Lüdemann, Thomas Luthardt, Siegfried Maaß, Martin Meißner, Klaus Möckel, Steffen Mohr, Ingrid Möller, Elke Nagel, Lonny Neumann, Erik Neutsch, Joachim Nowotny, Herbert Otto, Kristian Pech, Helmut Preißler, Heiner Rank, Carlos Rasch, Egon Richter, Manfred Richter, Jürgen Ritschel, Günter Saalmann, Erich-Günther Sasse, Adam Scharrer, Holda Schiller, Karl Heinz Schleinitz, Jutta Schlott, Wolfgang Schreyer, Max Walter Schulz, Elisabeth Schulz-Semrau, Hildegard Schumacher, Siegfried Schumacher, Maria Seidemann, Karl Sewart, Wolf Spillner, Harry Thürk, Ulrich Völkel, Sonja Voß-Scharfenberg, C. U. Wiesner, Friedrich Wolf, Bernd Wolff, Heinz-Jürgen Zierke.